# Bundesautobahn 91
De Bundesautobahn 91 (kort: BAB91, A91 of 91) is een ooit geplande autosnelweg. De planningen van deze worden uitgevoerd als delen van de B2 en de B17. De bedoeling was dat de snelweg vanuit Dreieck Feuchtwangen (bij de A7) via Augsburg naar Dreieck Rosshaupten (bij de A7, vlak bij Füssen) loopt.